# Brachymeria olethria
Brachymeria olethria är en stekelart som först beskrevs av James Waterston 1914.  Brachymeria olethria ingår i släktet Brachymeria och familjen bredlårsteklar. Inga underarter finns listade.